# Saint-Julien-de-Coppel
Saint-Julien-de-Coppel település Franciaországban, Puy-de-Dôme megyében. Lakosainak száma 1294 fő (2022. január 1.). Saint-Julien-de-Coppel Billom, Busséol, Isserteaux, Laps, Montmorin, Saint-Georges-sur-Allier és Sallèdes községekkel határos.

## Népesség
A település népessége az elmúlt években az alábbi módon változott:
| Lakosok száma | 1206 | 1254 | 1295 | 1276 | 1283 | 1299 | 1309 | 1315 | 1294 |
|               | 2013 | 2015 | 2016 | 2017 | 2018 | 2019 | 2020 | 2021 | 2022 |